# Ourapteryx superba
Ourapteryx superba är en fjärilsart som beskrevs av Chalmers-hunt 1964. Ourapteryx superba ingår i släktet Ourapteryx och familjen mätare. Inga underarter finns listade i Catalogue of Life.